# Najia Aimaq
Najia Aimaq (n. 1969) es una política afgana. Se desempeñó entre 2019 y 2021 como diputada de la Wolesi Jirga.

## Biografía
Nació en 1969 en el distrito de Puli Khumri, provincia de Baglán, hija de Juma Khan. Se hallaba casada.
Cursó estudios de bachiller en literatura en el idioma persa. Fue educadora en la Escuela Fatim-ul-zahra entre 1991 y 1994. Posteriormente lo fue en el Centro de Entrenamiento de Profesores de la provincia de Baglán, por dos años. Fue también profesora de la Universidad de Baglán entre 1996 y 2001.
Directora del centro de entrenamiento de profesores entre 2001 y 2005. Integró el Loya Jirga. Fue empleada de la empresa de carbón del Norte.
En 2010 fue electa diputada de la Wolesi Jirga en representación de la provincia de Baglán, por dos períodos (reelecta en 2018). Su ejercicio culminó de facto con la toma del poder por parte de los talibanes el 15 de agosto de 2021. Había integrado la comisión de Consolidación de Bordes de Seguridad Nacional.